# Далжа Мика (Хунедоара)
Далжа Мика (рум. Dâlja Mică) насеље је у Румунији у округу Хунедоара у општини Петрошани. Oпштина се налази на надморској висини од 621 m.

## Становништво
Према подацима из 2002. године у насељу је живело 167 становника, од којих су сви румунске националности.